# 秩父焼
秩父焼とは、かつて埼玉県秩父地方で焼かれた焼き物。飯能焼、秋山焼、大沼焼、熊井焼、熊谷焼（くまがいやき）、山王焼、白子焼、横手焼などとともに消滅した焼き物である。2004年、秩父焼窯元が秩父焼を復活させている。秩父焼窯元は木の葉天目、香の器など自然をテーマに作陶する。
読売新聞「彩人伝2019」（2019年2月11日付）には「姿を消した焼き物「秩父焼」再現に挑む」という記事が記載された。